# Keith Wright
Keith Andre Wright (Suffolk, 22 luglio 1989) è un cestista statunitense.

## Statistiche

### College
| Anno      | Squadra         | PG  | PT | MP   | TC%  | 3P% | TL%  | RP  | AP  | PRP | SP  | PP   |
| --------- | --------------- | --- | -- | ---- | ---- | --- | ---- | --- | --- | --- | --- | ---- |
| 2008-2009 | Harvard Crimson | 24  | 17 | 23,9 | 47,5 | -   | 77,1 | 5,5 | 0,6 | 0,3 | 0,8 | 8,0  |
| 2009-2010 | Harvard Crimson | 24  | 18 | 21,4 | 56,1 | 0,0 | 69,0 | 4,6 | 0,4 | 0,6 | 1,3 | 8,9  |
| 2010-2011 | Harvard Crimson | 30  | 27 | 32,3 | 58,4 | 0,0 | 70,9 | 8,3 | 1,5 | 0,8 | 1,7 | 14,8 |
| 2011-2012 | Harvard Crimson | 31  | 31 | 28,1 | 58,6 | -   | 65,8 | 8,1 | 0,6 | 0,5 | 1,4 | 10,6 |
| Carriera  | Carriera        | 109 | 93 | 26,8 | 56,0 | 0,0 | 70,3 | 6,8 | 0,8 | 0,6 | 1,3 | 10,8 |

### G League
| Anno      | Squadra        | PG  | PT | MP   | TC%  | 3P%  | TL%  | RP  | AP  | PRP | SP  | PP  |
| --------- | -------------- | --- | -- | ---- | ---- | ---- | ---- | --- | --- | --- | --- | --- |
| 2014-2015 | Austin Spurs   | 46  | 26 | 21,8 | 54,2 | 0,0  | 64,2 | 6,8 | 1,0 | 0,6 | 1,0 | 5,9 |
| 2015-2016 | Austin Spurs   | 20  | 0  | 8,8  | 35,5 | 0,0  | 37,5 | 2,4 | 0,5 | 0,3 | 0,3 | 1,3 |
| 2015-2016 | Westch. Knicks | 15  | 7  | 23,6 | 55,7 | -    | 66,7 | 5,9 | 0,9 | 1,1 | 1,0 | 7,2 |
| 2016-2017 | Westch. Knicks | 47  | 32 | 26,7 | 53,9 | 20,0 | 59,7 | 6,9 | 1,1 | 0,8 | 0,7 | 8,8 |
| 2019-2020 | Westch. Knicks | 2   | 0  | 12,3 | 33,3 | 0,0  | 100  | 3,5 | 1,5 | 0,0 | 0,5 | 2,0 |
| Carriera  | Carriera       | 130 | 65 | 21,6 | 53,3 | 16,7 | 61,6 | 6,0 | 1,0 | 0,7 | 0,8 | 6,3 |

## Palmarès

### Individuale
- Jason Collier Sportsmanship Award (2017)